# イルヌール・ザカリン
イルヌール・アザトーヴィチ・ザカリン(ロシア語: Ильнур Азатович Закарин, ラテン文字転写: Ilnur Azatovich Zakarin 1989年9月15日 -) は、ロシア、ナーベレジヌイェ・チェルヌイ出身の 自転車ロードレース選手。

## 経歴
2007年に17歳でロードレース・ヨーロッパ選手権のジュニア・個人タイムトライアルを制した。

### ドーピング違反による出場停止
2009年7月、 ロシア自転車連盟はアナボリックステロイドのメタンジエノン陽性反応により二年間の出場停止処分を下した。

### 復帰
2011年に出場停止期間が開けて復帰すると、2012年にコンチネンタルチームのイテラ＝カチューシャに所属。秋にはチーム・カチューシャのトレーニーとして走るが、トップチームには選出されず、2013-2014年はプロ・コンチネンタルチームのルスヴェロに所属した。
2014年9月 チーム・カチューシャはザカリンと2015年からの2年契約を結んだと発表した。
2015年のツール・ド・ロマンディでは、頂上ゴール山岳ステージの第5ステージで好走して区間2位となり総合首位に立つと、最終第6ステージの個人タイムトライアルではメカトラブルによる自転車交換に見舞われながらもトニー・マルティンに遅れることわずか13秒の走りで区間3位に入り、総合優勝を果たした。
2016年、ジロ・デ・イタリアでは総合優勝を狙える位置にいつつも落車リタイア。続くツール・ド・フランスでは第17ステージで独走勝利。
2017年、 ブエルタ・ア・エスパーニャで総合3位。
2019年8月9日、ポーランド籍のUCIワールドチームであるCCCチームは、ザカリンと契約を締結したと発表した。契約期間は2020年と2021年の2年間。
2020年シーズンをもってCCCチームが消滅した為、2021年シーズンから古巣のガスプロム・ルスヴェロに移籍した。

## 選手の特徴
これまでにワールドツアーのレースで挙げた5勝は全てステージレースでの勝利 (総合優勝1、ステージ優勝4) であり、それに加えてロシアの個人TT選手権でも2度優勝していることから典型的なステージレーサーである。
先述の4度のステージ優勝の内、3勝 (2016年パリ〜ニース第6ステージ、2016年ツール・ド・フランス第17ステージ、2019年ジロ・デ・イタリア第13ステージ) が山岳ステージでの頂上ゴールと高い登坂能力を持っている。
更にザカリンにとってグランツール初のステージ優勝となった2015年のジロ・デ・イタリア第11ステージ (中級山岳) や、2016年のツールでのステージ勝利では2位に1分近いタイム差をつけて勝利するなど個人TT以外での独走力も併せ持つ。
その一方でダウンヒルを苦手としている節がある。2016年のジロ・デ・イタリア第19ステージでのリタイアはダウンヒル中の落車の際の負傷によるものであった。
更に2020年のツール・ド・フランス第8ステージではナンス・ペテルスと共に逃げ集団から飛び出して2人で先行していたが、ダウンヒルでピータースから1分以上差をつけられた上に元いた逃げ集団の2名にも交わされてステージ4位に終わっている。

## 主な戦績

### 2011年
- ジロ・デッラ・レジオーネ・フリウリ・ヴェネツィア・ジュリア
  - 総合10位

### 2012年
- GP ドネツク
  - 優勝
- GPアディゲ
  - 総合優勝
  -  ポイント賞
  - 区間優勝　(第2,4ステージ)
- ツール・アルザス
  - 総合4位
  - 区間1勝 (第5ステージ・個人TT)
- デュオ・ノルマン
  - 8位
- ベビー・ジロ
  - 総合9位
  - 区間1勝 (第5)
  -  ポイント賞
- GPソチ
  - 総合10位

### 2013年
- ロシア選手権
  - 個人タイムトライアル優勝
- GPアディゲ
  - 総合3位
  - 区間優勝　(第1ステージ・個人TT)
- デュオ・ノルマン
  - 5位

### 2014年
- GPソチ
  - 総合優勝
- GPアディゲ
  - 総合優勝
  - 区間優勝　(第1ステージ・個人TT)
- ツール・ド・アゼルバイジャン
  - 総合優勝
- ツアー・オブ・スロベニア
  - 総合2位
- グラン・プレミオ・ブルーノ・ベゲッリ
  - 3位

### 2015年
- バスク一周
  - 総合9位
- ツール・ド・サンルイス
  - 総合10位[9]
- ツール・ド・ロマンディ
  - 総合優勝
- ジロ・デ・イタリア
  - 区間優勝　(第11ステージ)

### 2016年
- ブエルタ・ア・ムルシア
  - 3位

- パリ～ニース
  - 区間優勝　（第6ステージ）

- ツール・ド・フランス
  - 区間優勝　（第17ステージ）

### 2017年
- ロシア選手権　優勝（個人タイムトライアル）

- ブエルタ・ア・エスパーニャ 総合3位

### 2019年
- ジロ・デ・イタリア
  - 区間優勝　(第13ステージ)

### グランツールの総合成績
| グランツール               | 2015 | 2016 | 2017 | 2018 | 2019 |
| -------------------------- | ---- | ---- | ---- | ---- | ---- |
| ジロ・デ・イタリア         | 44   | DNF  | 5    | —    | 10   |
| ツール・ド・フランス       | —    | 25   | —    | 9    |      |
| ブエルタ・ア・エスパーニャ | —    | —    | 3    | 20   |      |